# Laurent Pasquali
Pour les articles homonymes, voir Pasquali.
Laurent Pasquali, né le 6 juillet 1975 à Uccle (Belgique) et mort assassiné en novembre 2018 à Levallois-Perret (France), est un pilote automobile français.

## Carrière dans le sport automobile
Laurent Pasquali est actif en sport automobile depuis le milieu des années 2000. Il a participé à la Porsche Carrera Cup France de 2008 à 2010, puis en 2014. En 2011, avec Anthony Beltoise sur une Porsche 997 GT3-R du team Pro GT by Almeras, il remporte le championnat de France FFSA GT, le GT Tour (devenu aujourd'hui le GT4 France) . En 2013, toujours dans le même championnat et avec Anthony Beltoise, il finit second du championnat sur une McLaren MP4-12C GT3 de l'écurie Sébastien Loeb Racing.
En 2008, il a disputé les 24 Heures du Mans et a terminé à la 21e place du classement général.

## Mort violente avec disparition
À l'automne 2018, Laurent Pasquali disparaît sans laisser de trace. Des amis déclarent dans des interviews que Pasquali a de gros problèmes d'argent. Il reste aux enquêteurs français à savoir si cela est lié à sa disparition. Le 1er septembre 2019, un randonneur retrouve les restes d'un squelette humain dans une forêt près de Cistrières. Après analyse ADN, il est établi qu’il s'agit des restes de Pasquali. Selon l'enquête qui a conduit à des arrestations, il était impliqué dans des transactions financières louches. Son meurtrier présumé, Daniel Beaulieu, ancien policier de la DCRI, l'aurait assassiné dans le garage de sa maison à Levallois-Perret, puis enterré son corps à des centaines de kilomètres, dans la forêt où il sera retrouvé,.
Les commanditaires appartenaient à la loge maçonnique Athanor, de la GL-AMF, et ont également menacé plusieurs autres personnes,,.

### Palmarès

#### Championnat de France FFSA GT
| Année | Nombre de courses | Equipe                           | Voiture                                     | Coéquipier                  | Classement |
| ----- | ----------------- | -------------------------------- | ------------------------------------------- | --------------------------- | ---------- |
| 2011  | 7                 | Pro GT By Almeras                | Porsche 911 GT3 R (997)                     | Anthony Beltoise            | Vainqueur  |
| 2012  | 7                 | Pro GT By Almeras ART Grand Prix | Porsche 911 GT3 R (997) McLaren MP4-12C GT3 | Franck Perera Ulric Amado   | 4e         |
| 2013  | 7                 | Sébastien Loeb Racing            | McLaren MP4-12C GT3                         | Anthony Beltoise            | 2e         |
| 2016  | 1                 | CMR By Sport Garage              | Ferrari 458 Italia GT3                      | Nicolas Tardif Soheil Ayari | Vainqueur  |

#### Résultats Le Mans
| an   | équipe                       | véhicule                | Coéquipier               | Coéquipier                  | placement | Raison de l'échec |
| ---- | ---------------------------- | ----------------------- | ------------------------ | --------------------------- | --------- | ----------------- |
| 2008 | France Luc Alphand Aventures | Chevrolet Corvette C6.R | France Patrice Goueslard | France Jean-Luc Blanchemain | Rang 21   |                   |